# Woodworthia korowai
Woodworthia korowai (tên tiếng Anh Koriwai gecko,) là một loài thằn lằn sinh sống ở bờ biển phía Tây của vùng Auckland của New Zealand. Được phát hiện lần đầu tiên trên đảo Oaia vào năm 1954, loài này được công nhận là khác biệt với Woodworthia maculata vào năm 2016 và được mô tả chính thức vào năm 2023. Người ta chỉ biết có 32 cá thể tồn tại tính đến năm 2023, tất cả đều nằm trong phạm vi rất hạn chế, trên Te Korowai-o-Te-Tonga Peninsula, bãi biển Muriwai, công viên khu vực Muriwai và đảo Oaia.

## Mô tả
Tắc kè Korowai có màu xám hoặc nâu cát, có dấu "v" ngược giữa hai mắt và có các sọc nhạt hơn ở nửa sau của cơ thể. Loài này phát triển chiều dài lên tới 69 milimét (2,7 in) từ mũi đến gốc đuôi.